# Carnide (Pombal)
Carnide is een plaats (freguesia) in de Portugese gemeente Pombal en telt 1 722 inwoners (2001).